# 新たな南進通商・交流政策
新たな南進通商・交流政策，とは、台湾の民主進歩党の政治家・蔡英文が中華民国総統において掲げた一連の對外政策に対して与えられた通称である。

## 概要
ビザ要件の緩和、東南アジア言語の人材育成、総合的な文化交流・人材交流、環太平洋経済連携協定（TPP）、東南アジア地域包括的経済連携（RCEP）といった地域経済統合への参加準備を進める、対内直接投資の一層の拡大や経済連携交渉、投資協定、租税条約の締結・改正を推進する。